# Standing in the Light
Standing in the Light es el cuarto álbum de estudio de la banda británica jazz-funk Level 42, publicado en 1983 por Polydor Records. El álbum alcanzó el puesto #9 en el Reino Unido, convirtiéndose en el primer álbum de la banda en alcanzar el top 10 en ese país.

## Recepción de la crítica
William Cooper, escribiendo para AllMusic, le otorgó una calificación de 3 estrellas sobre 5 y comentó que, “al igual que la mayoría de los álbumes de principios a mediados de los años 1980, Standing in the Light también adolece de un sonido algo anticuado, pero es una de las ofertas más impresionantes en el sólido cuerpo de trabajo de Level 42”.

## Lista de canciones
| Lado |                                    |                                                              |          |  |
| N.º  | Título                             | Escritor(es)                                                 | Duración |  |
| 1.   | «Micro-Kid»                        | Wally Badarou Mark King Phil Gould Brian Taylor Allee Willis | 4:45     |  |
| 2.   | «The Sun Goes Down (Living It Up)» | Badarou King Mike Lindup P. Gould                            | 4:14     |  |
| 3.   | «Out of Sight, Out of Mind»        | P. Gould King Lindup Boon Gould                              | 5:12     |  |
| 4.   | «Dance on Heavy Weather»           | King P. Gould Lindup Taylor Larry Dunn Verdine White         | 4:31     |  |

| Lado dos |                                       |                       |          |  |
| N.º      | Título                                | Escritor(es)          | Duración |  |
| 1.       | «A Pharaoh's Dream (Of Endless Time)» | King P. Gould Lindup  | 4:22     |  |
| 2.       | «Standing in the Light»               | King P. Gould Badarou | 3:42     |  |
| 3.       | «I Want Eyes»                         | King P. Gould         | 4:59     |  |
| 4.       | «People»                              | Lindup                | 4:55     |  |
| 5.       | «The Machine Stops»                   | King P. Gould Badarou | 4:13     |  |

## Posicionamiento
| Gráfica (1983)                | Pico de posición |
| ----------------------------- | ---------------- |
| Reino Unido (UK Albums Chart) | 9                |